# Fedémes
Fedémes is een plaats (község) en gemeente in het Hongaarse comitaat Heves. Fedémes telt 386 inwoners (2002).